# Threskiornis
Threskiornis är ett släkte ibisar med fem levande arter och en historiskt utdöd art.

## Utseende
Hos adulta individer är huvudet skalligt och svart, medan yngre har full befjädring på huvudet och halsen. Vingarnas inre armpennor är förlängda, och några skulderfjädrar är mörka. Kroppen är för övrigt huvudsakligen vit. Stjärten består av tolv fjädrar, är kort och till formen snarast avskuren. På bröstet har alla arter en naken fläck. De är ungefär 75 centimeter långa.

## Levnadssätt
Fåglarna vadar i vattnet, häckar i kolonier, och lägger två till fyra ägg i ett rede de placerar i träd eller buskar. Deras föda består av fisk, grodor, kräftdjur och insekter. Släktet häckar i nordöstra Afrika, på Madagaskar, i Mellanöstern, Sydostasien, Australien och Indien med omnejd. 

## I kulturen
Arterna är ofta betraktade som heliga djur där de förekommer. I Gamla testamentet, 5:e Moseboken, är den ett av de orena djuren, men den omtalas i Jobs bok som en vis fågel.

## Arter i släktet
Släktet omfattar numera sex arter, varav en utdöd:
- Helig ibis (Threskiornis aethiopicus)
- Madagaskaribis (Threskiornis bernieri)
- † Solitäribis (Threskiornis solitarius) – utdöd
- Orientibis (Threskiornis melanocephalus)
- Australisk ibis (Threskiornis molucca)
- Skäggibis (Threskiornis spinicollis)

## Bilder

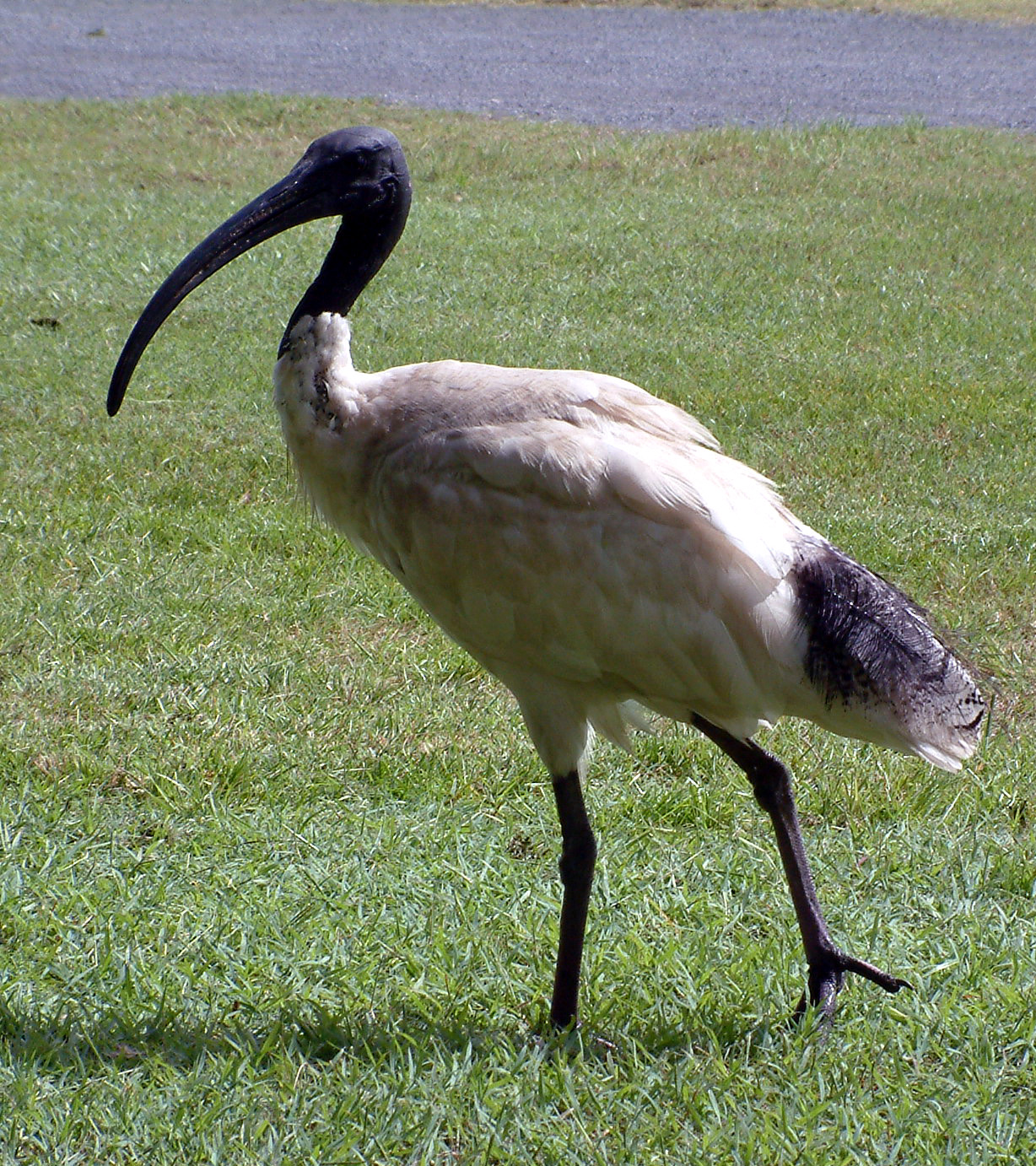
Australisk ibis

1. 1 2  AviList Core Team. 2025. AviList: The Global Avian Checklist, v2025. https://doi.org/10.2173/avilist.v2025